# Gasnätet Stockholm
Gasnätet Stockholm AB äger gasnätet i Stockholmsområdet och ansvarar för utveckling, drift och underhåll av dem. Gasnätet består idag av cirka 52 mil gasrör för stadsgas i Stockholm, Solna och Sundbyberg samt ett 4 mil långt fordonsgasnät. Stadsgasnätet leder stadsgas till lägenheter med gasspis, restaurangkök, hus med gasvärme samt till industrier. Fordonsgasnätet leder fordonsgas till tankstationer, bussdepåer, industrier, lägenheter med gasspis samt till restauranger.
Inmatning av gas till stadsgasnätet sker i huvudsak i Högdalen dit såväl biogas som LNG (flytande naturgas) levereras. I förgasningsanläggningen förångas LNG till naturgas som sedan blandas med luft för att tillsammans med biogas bli den stadsgas som är anpassad för de kundapparater som används i stadsgasnätet.
Det 4 mil långa fordonsgasnätet knyter samman biogasanläggningar i Stockholm och förgasningsanläggningen i Högdalen med bussdepåer för busstankning och tankstationer för fordonsgas. Biogasproduktionen i Henriksdal är ansluten till fordonsgasnätet och nätet är också ihopkopplat med SL:s ledningar över Lidingö till Käppala reningsverk och biogasproduktionen där.
Gasnätet Stockholm AB är ett helägt dotterbolag till Värtan Gas AB som ägs av iCON Infrastructure, ett brittiskt investmentbolag som förvaltar institutionellt kapital från främst pensionsfonder och försäkringsbolag. iCON Intrastructure äger även Stockholms Gas AB, det företag som säljer gasen till gaskonsumenterna.